# Lorenzo Fernández
Lorenzo Fernández, född 20 maj 1900 i Redondela, Spanien; död 16 november 1973 i Montevideo, Uruguay, var en professionell fotbollsspelare. Han deltog bland annat i Uruguays segrande trupper vid olympiska spelen 1928 och vid världsmästerskapet i fotboll 1930.